# Симсонія (Кентуккі)
Симсонія (англ. Symsonia) — переписна місцевість (CDP) в США, в окрузі Ґрейвс штату Кентуккі. Населення — 622 особи (2020).

## Географія
Симсонія розташована за координатами 36°55′7″ пн. ш. 88°31′32″ зх. д. / 36.91861° пн. ш. 88.52556° зх. д. (36.918486, -88.525572).  За даними Бюро перепису населення США в 2010 році переписна місцевість мала площу 3,96 км², з яких 3,93 км² — суходіл та 0,02 км² — водойми.

## Демографія
Згідно з переписом 2010 року, у переписній місцевості мешкало 615 осіб у 292 домогосподарствах у складі 178 родин. Густота населення становила 155 осіб/км².  Було 324 помешкання (82/км²).
Расовий склад населення:
| - 97,4 % — білих - 0,5 % — корінних американців - 0,3 % — чорних або афроамериканців |

До двох чи більше рас належало 1,3 %. Частка іспаномовних становила 0,5 % від усіх жителів.
За віковим діапазоном населення розподілялося таким чином: 19,5 % — особи молодші 18 років, 54,8 % — особи у віці 18—64 років, 25,7 % — особи у віці 65 років та старші. Медіана віку мешканця становила 47,8 року. На 100 осіб жіночої статі у переписній місцевості припадало 74,7 чоловіків;  на 100 жінок у віці від 18 років та старших — 73,1 чоловіків також старших 18 років.
Середній дохід на одне домашнє господарство  становив 45 060 доларів США (медіана — 42 885), а середній дохід на одну сім'ю — 60 401 долар (медіана — 46 397). За межею бідності перебувало 9,9 % осіб, у тому числі 0,0 % дітей у віці до 18 років та 10,8 % осіб у віці 65 років та старших.
Цивільне працевлаштоване населення становило 242 особи. Основні галузі зайнятості: освіта, охорона здоров'я та соціальна допомога — 36,0 %, виробництво — 9,1 %, будівництво — 8,3 %.